# Basketball-Bundesliga 1982-1983
La Basketball-Bundesliga 1982-1983 è stata la 17ª edizione del massimo campionato tedesco occidentale di pallacanestro maschile. La vittoria finale è stata ad appannaggio del ASC 1846 Gottinga.

## Risultati

### Stagione regolare
|     | Squadra            | G  | V  | P  | PF   | PS   | Pt. | Qualificazione       |
| --- | ------------------ | -- | -- | -- | ---- | ---- | --- | -------------------- |
| 1.  | BSC Saturn Colonia | 18 | 16 | 2  | 1605 | 1329 | 32  | girone finale        |
| 2.  | TuS 04 Leverkusen  | 18 | 12 | 6  | 1544 | 1364 | 24  | girone finale        |
| 3.  | ASC 1846 Gottinga  | 18 | 11 | 7  | 1509 | 1342 | 22  | girone finale        |
| 4.  | USC Bayreuth       | 18 | 11 | 7  | 1415 | 1406 | 22  | girone finale        |
| 5.  | SSV Hagen          | 18 | 10 | 8  | 1511 | 1373 | 20  | girone finale        |
| 6.  | DTV Charlottenburg | 18 | 10 | 8  | 1474 | 1443 | 20  | girone finale        |
| 7.  | MTV 1846 Gießen    | 18 | 8  | 10 | 1389 | 1469 | 16  | girone retrocessione |
| 8.  | MTV Wolfenbüttel   | 18 | 7  | 11 | 1389 | 1480 | 12  | girone retrocessione |
| 9.  | 1. FC 01 Bamberg   | 18 | 4  | 14 | 1319 | 1625 | 8   | girone retrocessione |
| 10. | Schalke 04         | 18 | 1  | 17 | 1286 | 1610 | 2   | girone retrocessione |

### Girone retrocessione
|    | Squadra          | G  | V  | P  | PF   | PS   | Pt. | Qualificazione                         |
| -- | ---------------- | -- | -- | -- | ---- | ---- | --- | -------------------------------------- |
| 1. | MTV 1846 Gießen  | 24 | 13 | 11 | 1937 | 1991 | 26  |                                        |
| 2. | MTV Wolfenbüttel | 24 | 9  | 15 | 1904 | 2025 | 18  |                                        |
| 3. | 1. FC 01 Bamberg | 24 | 7  | 17 | 1845 | 2140 | 14  | retrocesse in 2. Basketball-Bundesliga |
| 4. | Schalke 04       | 24 | 3  | 21 | 1836 | 2167 | 6   | retrocesse in 2. Basketball-Bundesliga |

### Girone finale
|    | Squadra            | G  | V  | P  | PF   | PS   | Pt. | Qualificazione |
| -- | ------------------ | -- | -- | -- | ---- | ---- | --- | -------------- |
| 1. | BSC Saturn Colonia | 28 | 22 | 6  | 2419 | 2104 | 44  | finale         |
| 2. | ASC 1846 Gottinga  | 28 | 18 | 10 | 2319 | 2103 | 36  | finale         |
| 3. | TuS 04 Leverkusen  | 28 | 17 | 11 | 2293 | 2078 | 34  |                |
| 4. | SSV Hagen          | 28 | 15 | 13 | 2254 | 2147 | 30  |                |
| 5. | USC Bayreuth       | 28 | 15 | 13 | 2209 | 2234 | 30  |                |
| 6. | DTV Charlottenburg | 28 | 13 | 15 | 2196 | 2221 | 26  |                |

### Finale
| Squadra 1          | Totale    | Squadra 2         | Andata | Ritorno |
| ------------------ | --------- | ----------------- | ------ | ------- |
| BSC Saturn Colonia | 127 - 132 | ASC 1846 Gottinga | 67-68  | 60-64   |

| Basketball-Bundesliga 1982-1983 |
| ------------------------------- |
| ASC 1846 Gottinga 2º titolo     |

## Formazione vincitrice
| N° | Naz.                      | Ruolo | Sportivo      |  | Alt. |  |
| -- | ------------------------- | ----- | ------------- |  | ---- |  |
|    | Canada (bandiera)         | AP    | Mike Jackel   |  | 198  |  |
|    | Germania Ovest (bandiera) | G     | Ulrich Peters |  | 194  |  |